# Tanagra czarno-złota
Tanagra czarno-złota (Bangsia melanochlamys) – gatunek małego ptaka z rodziny tanagrowatych (Thraupidae). Występuje endemicznie w Andach w Kolumbii. W Czerwonej księdze gatunków zagrożonych IUCN klasyfikowany jest jako gatunek narażony (VU, ang. Vulnerable).

## Systematyka
Takson ten po raz pierwszy zgodnie z zasadami nazewnictwa binominalnego opisał austriacki ornitolog Carl Eduard Hellmayr w 1910 roku na łamach „Bulletin of the British Ornithologists' Club”. Autor nadał mu nazwę Buthraupis melanochlamys, przypisując go do rodzaju Buthraupis, a jako miejsce typowe podał La Selva, Rio Jamaraya, San Juan w Kolumbii. W 1919 roku Thomas E. Penard zaproponował wydzielenie części gatunków z rodzaju Buthraupis, w tym tanagry czarno-złotej, do nowo utworzonego rodzaju Bangsia. Później nie wszyscy autorzy akceptowali taki podział, jednak badania molekularne wykazały, że Buthraupis i Bangsia są odrębnymi rodzajami. Obecnie tanagra czarno-złota jest uznawana za osobny, monotypowy gatunek.

### Etymologia
- Bangsia: na cześć amerykańskiego zoologa Outrama Bangsa (1863–1932)[11].
- melanochlamys: gr. μελας melas „czarny” , χλαμυδος khlamudos  „płaszcz, okrycie”[12].

## Morfologia
Mały ptak o ciemnoczerwonych, brązowych lub kasztanowatych tęczówkach i czarnych, czarniawych lub szarych nogach i stopach. Prawie nie występuje dymorfizm płciowy, ubarwienie samicy jest bardziej matowe niż samca. Obie płcie mają czarną głowę, gardło, podgardle, boki brzucha, okolice ud, grzbiet i skrzydła. Pokrywy skrzydeł średnie drugiego rzędu niebieskie. Brzuch, górna część piersi i pokrywy podogonowe żółte. Ogon krótki czarny, pokrywy nadogonowe niebieskawo-szare.
Wymiary na podstawie:
|                       | Samiec    | Samica    |
| --------------------- | --------- | --------- |
| Masa (g)              | 37,7–39,4 | 35,0–36,3 |
| Długość skrzydła (mm) | 84,0–86,5 | 80,5–83,5 |
| Długość ogona (mm)    | 44,0–47   | 43,5–46,5 |
| Długość dzioba (mm)   | 12,9–14,0 | 12,9–13,2 |
| Długość skoku (mm)    | 23,8–25,8 | 24,3–25,0 |

## Zasięg występowania
Tanagra czarno-złota występuje na ograniczonym terenie zachodnich zboczy kolumbijskich Andów. Zasięg występowania (EOO, Extent of Occurrence) według szacunków organizacji BirdLife International obejmuje około 39,6 tys. km², występuje prawdopodobnie w nie więcej niż 10 populacjach, w zakresie wysokości od 1000 do 2285 m n.p.m.

## Ekologia i zachowanie
Jego głównym habitatem są środkowe warstwy wilgotnych lasów górskich, obrzeża lasów, spotykany jest także na obszarach z wtórnym wzrostem, fragmentach lasów, a także na pojedynczych drzewach. Długość pokolenia jest określona na 3,7 lat. Tanagra czarno-złota ma zróżnicowaną dietę składającą się z owoców, pąków kwiatów, nasion i owadów. Obserwowano zbieranie owoców z roślin m.in. z rodzaju cekropka oraz rodzin wrzosowatych, Marcgraviaceae i kluzjowatych. Ptak ten żeruje pojedynczo, w parach lub grupach rodzinnych, występuje także w stadach mieszanych najczęściej z gatunkami: zieleniec szarobrzuchy (Chlorospingus semifuscus), szmaragdotanagra lśniąca (Chlorochrysa phoenicotis), brodacz czerwonogłowy (Eubucco bourcierii), liściowiec łuskoszyi (Anabacerthia variegaticeps), habia Sztolcmana (Habia stolzmanni), zieleniec żółtogardły (Chlorospingus flavigularis).

### Rozmnażanie
Szczyt sezonu lęgowego tego gatunku przypada od marca do kwietnia. Młodego osobnika obserwowano w czerwcu.

## Status
W Czerwonej księdze gatunków zagrożonych IUCN tanagra czarno-złota jest uznawana za gatunek narażony (VU, ang. Vulnerable). Wielkość populacji jest oszacowana na więcej niż 600, a mniej niż 1700 dorosłych osobników. BirdLife International ocenia trend liczebności populacji jako lekko spadkowy ze względu na utratę jego naturalnego habitatu.